# Tríplice Fronteira do Iguaçu

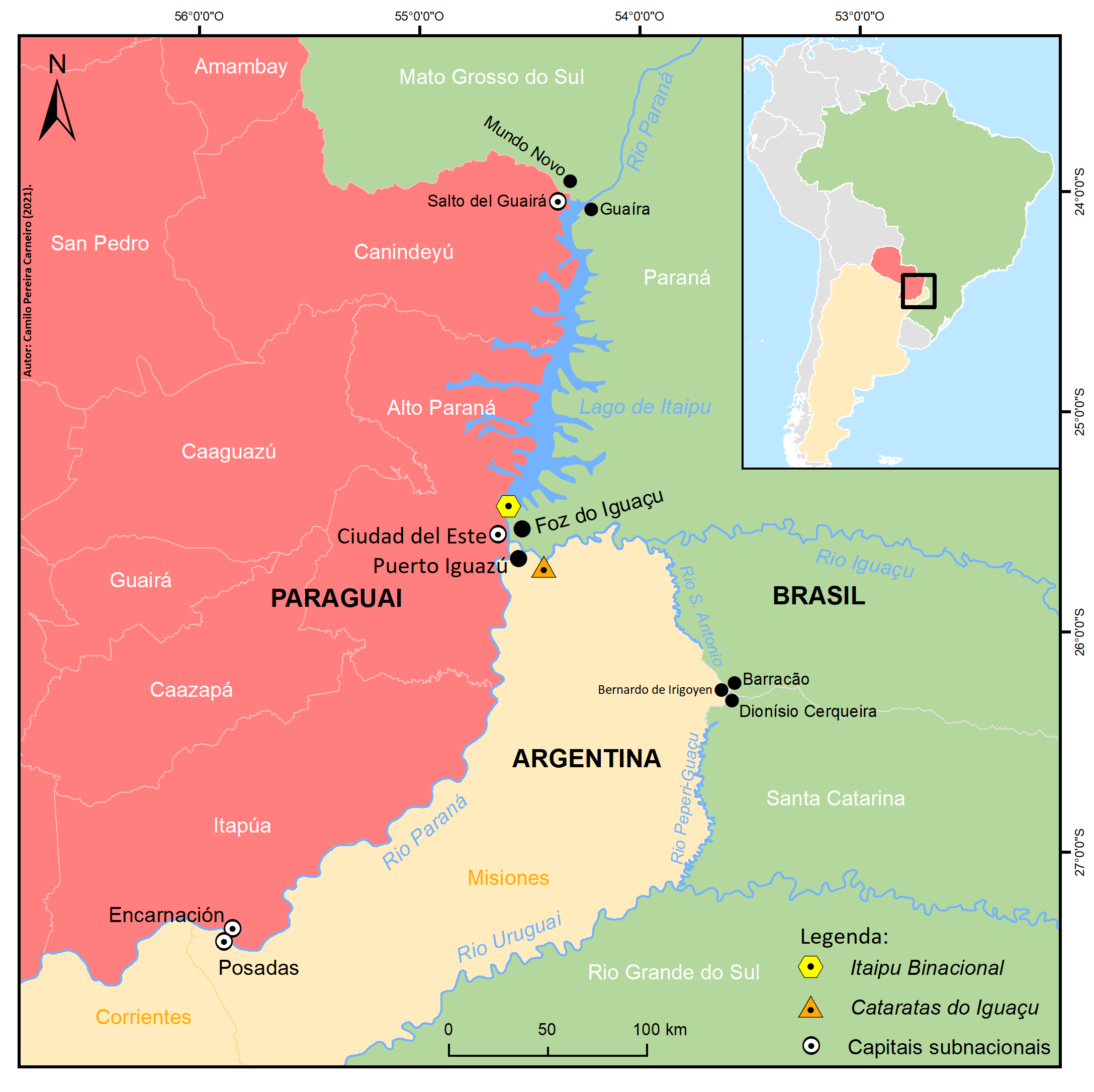
Mapa da Tríplice Fronteira

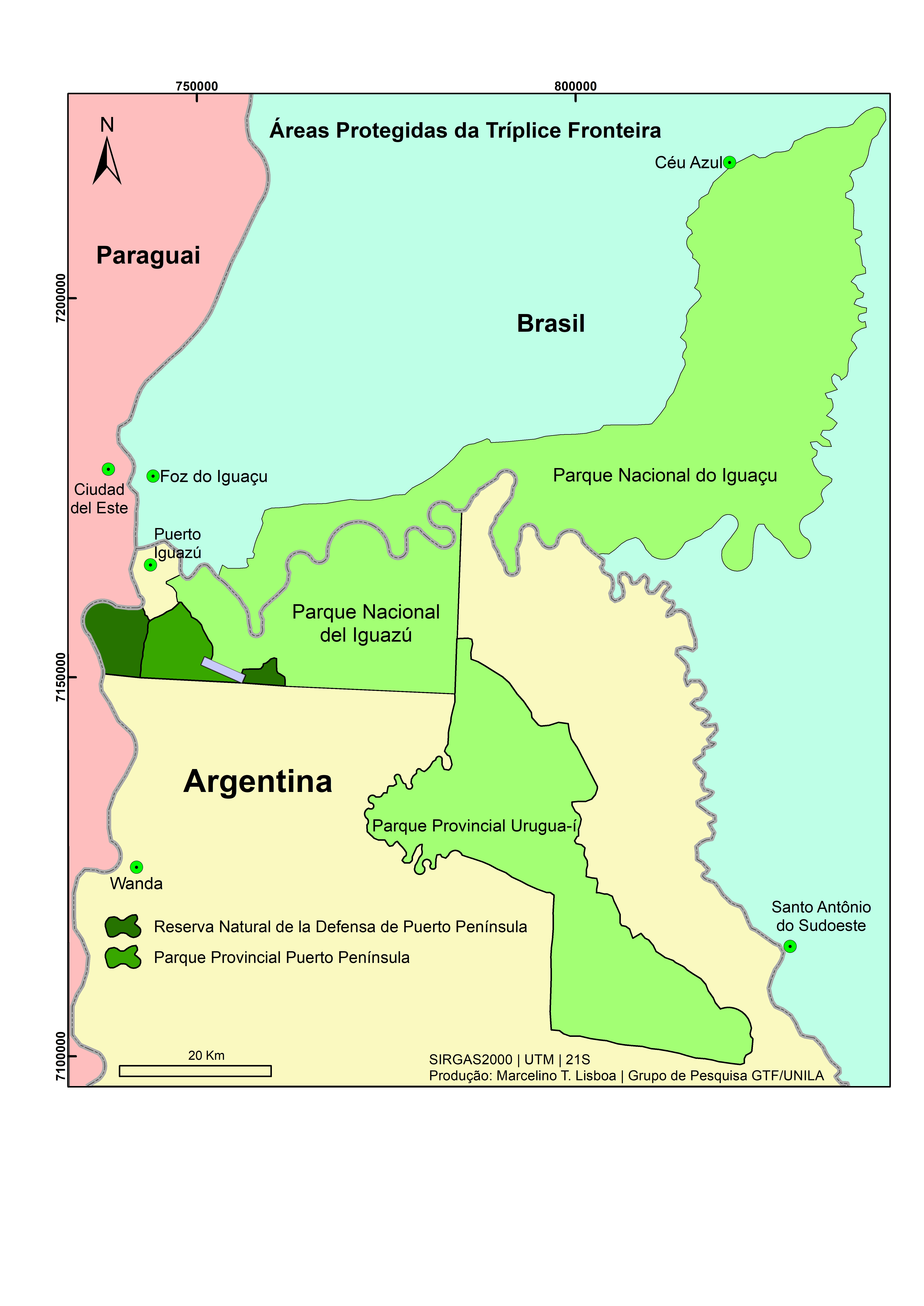
Mapa indicando cidades da Tríplice Fronteira e áreas de preservação ambiental (by Marcelino Teixeira Lisboa)

A Tríplice Fronteira (Triple Frontera, em espanhol), é uma região de fronteira entre Argentina, Brasil e Paraguai. É a principal fronteira da América do Sul em termos de população, circulação de pessoas e relações internacionais. É considerada uma região internacional compreendida em suas dimensões locais e globais.

## História
A história da região pode ser dividida em pelo menos três grandes eixos: (1) período colonial e a presença indígena; (2) o século XIX e a exploração da erva-mate e da madeira; e (3) o período contemporâneo a partir da segunda metade do século XX.
Para Frank Zephyr, “A Tríplice Fronteira hoje — povoada com colonos, em grande parte desmatada, seus rios atrás de altas barragens, parte de uma zona econômica transnacional (Mercosul), lar para parques nacionais e entrecruzada por rodovias e pontes — permanece também um lugar de memória histórica e alteridade contemporânea nos caminhos nômades (wandering paths) dos Guaranis”.
O período contemporâneo, especialmente o século XXI possui um número considerável de trabalhos que informam o público geral sobre a região. Na segunda metade do século XX, Paraguai e Brasil integraram-se fisicamente no movimento de mudança de direcionamento do Paraguai em relação ao Brasil.
Nas palavras de Fernando Rabossi, trata-se de “uma região interconectada, caracterizada pela diversidade cultural decorrente da presença de pessoas de origens distintas, articulada transnacionalmente e movida por uma economia comercial baseada em fluxos de produtos e pessoas, que muitas vezes se inscrevem fora da legalidade”.

## População e circulação de pessoas

Distribuição da população nas partes brasileira, argentina e paraguaia da Tríplice Fronteira, de acordo com dados dos Censos de 2010

Do lado argentino, Puerto Iguazú, segundo Instituto Nacional de Estadística y Censos, em 2010 contava com 82.227 habitantes. Do lado paraguaio, Ciudad del Este, Presidente Franco, Hernandárias e Minga Guazú formam uma região metropolitana com 563.851 habitantes. Do lado brasileiro, Foz do Iguaçu conta com 256.088 habitantes. Ao todo, a Tríplice Fronteira é habitada por mais de 902 mil pessoas.
Na Tríplice Fronteira, mais de 82 mil pessoas circulam pela Ponte da Amizade (Brasil-Paraguai) e mais de 19 mil pessoas circulam pela Ponte Tancredo Neves (Argentina-Brasil), totalizando mais de 102 mil nos dois sentidos diariamente. A maior parte destas pessoas trafegam nos mais de 39 mil veículos que cruzam as três fronteiras todos os dias.

## Questões internacionais
Além da integração física-rodoviária, a integração energética entre Brasil e Paraguai por meio da Usina de Itaipu Binacional apresenta-se como um dos grandes temas tanto para as relações bilaterais quanto regionais.
O Mercosul está em outra frente de análise, mas a ligação entre o maior parque industrial brasileiro e toda a região sudeste torna a Tríplice Fronteira um corredor para escoamento da produção industrial brasileira. No sentido oposto, o caminho também propicia que as importações brasileiras, especialmente de grãos, cheguem aos seus destinos.
Paradoxalmente, o histórico de comércio lícito também anda junto com o ilícito. A opção paraguaia pelo comércio de triangulação comercial ampliou o número de atores como contrabandistas de produtos importados principalmente da China. A estes produtos, soma-se também o contrabando de cigarros, em 2014 responsável por 87% das apreensões da Receita Federal do Brasil.
No âmbito global, a presença de imigrantes árabes e muçulmanos na região tem levado a um dilema de segurança internacional. Especialistas de segurança, especialmente norte-americanos, tem alertado para o nexo entre os lucros do comércio praticado em Ciudad del Este e grupos terroristas no Oriente Médio.